# 壯三
壯三，是台灣宜蘭縣宜蘭市的一個傳統地域名稱，位於該市中部偏東南。相較於今日行政區，其範圍大致包括新東里不含北部兩側邊界地帶、東村里、黎明里西南部。

## 歷史
台灣清治末期，壯三地區為一街庄，稱為「壯三庄」，隸屬於民壯圍堡。該庄東與壯七庄、壯四庄為鄰，南與壯二庄為鄰，西南邊一小段與四鬮庄為界，西邊及北邊為壯一庄。
1901年（日治明治三十四年）11月，廢縣廳改設二十廳，該庄隸屬於宜蘭廳，編入第十六區。1905年（明治三十八年）7月，第十六區改名「民壯圍區」。1909年（明治四十二年）10月，合併二十廳為十二廳，該庄仍隸屬於宜蘭廳。1920年（大正九年），廢十二廳改設五州二廳，該庄改制為「壯三」大字，隸屬於臺北州宜蘭郡壯圍庄。1940年10月宜蘭街升格為宜蘭市，壯三大字併入宜蘭市。
戰後宜蘭市改制為縣轄市，隸屬於臺北縣，大字改制為里。1950年10月，北、基、宜分治，宜蘭市改隸屬於宜蘭縣。

## 聚落
本地區發展較早的聚落為壯三，在日治期初期的官方地圖上已有記載。

## 交通
台鐵宜蘭線是台灣東北部鐵路幹線，大致以北北東—南南西走向轉北北西—南南東走向經過壯三地區西北部及西部邊界地帶。境內未設站，但宜蘭車站即位於西北部邊界外緣，屬一等站，停靠大部分普悠瑪號、太魯閣號、自強號、復興號列車及全部莒光號列車、區間快車、區間車。由此可前往台鐵沿線各地。
省道台9線（環市東路二段）又稱「東部幹線」，大致以北向南經過本地區東南部。由該道向北繞過宜蘭市區東側可前往礁溪、頭城西南部、坪林、石碇、新店等地，向南可前往五結、羅東、冬山、蘇澳等地。
鄉道宜14線（黎明路）是外員山至壯五的道路，大致以西向東曲折經過本地區中部偏南地帶。由該道路向西可前往四鬮東北部、珍子滿力、外員山並止於省道台7線路口，向東可前往壯四、壯五並止於鄉道宜9線路口。
鄉道宜19線（黎明三路）是壯四至南津的道路，大致以北向南蜿蜒經過本地區中部偏東地帶。由該道路向北可前往壯四西部、壯七西南部並止於省道台7線路口，向南可前往壯二中部並止於鄉道宜18線路口。

## 學校
- 黎明國小